# Domitia Longina
Domitia Longina, née vers 50-55 et décédée vers 126-130, est la femme de l’empereur romain Domitien depuis 71 et impératrice romaine de 81 à 96. Elle est la plus jeune fille du général et consul Corbulon. 

## Biographie

### Famille
Domitia Longina est née ente 50 et 55 et est la plus jeune fille de Corbulon et de sa femme Cassia Longina. Par sa mère, elle est une descendante d’Auguste et une des dernières survivantes de la lignée julienne. Sa tante paternelle est Caesonia Milonia, impératrice sous Caligula. Sa sœur ainée, Domitia, épouse le sénateur Annius Vinicianus.
Son père, Corbulo, est un des sénateurs et généraux de Rome les plus respectés. Il est consul suffect en 39 sous Caligula et mène des campagnes militaires en Germanie et en Parthie sous Claude et Néron. À la suite de la conspiration manquée de Pison contre l’empereur Néron en 65, Corbulon tombe en disgrace. Il est forcé de se suicider, tandis qu’Annius Vicinianus et son frère Annius Pollio sont exécutés lors des purges qui suivent.

### Premier mariage
On connait peu de chose de la vie de Domitia avant son mariage avec Domitien. Toutefois, peu avant 70, elle épouse Lucius Aelius Lamia Plautius Aelianus, un homme de rang sénatorial. Elle a une fille de ce mariage, Plautia.

### Mariage avec Domitien

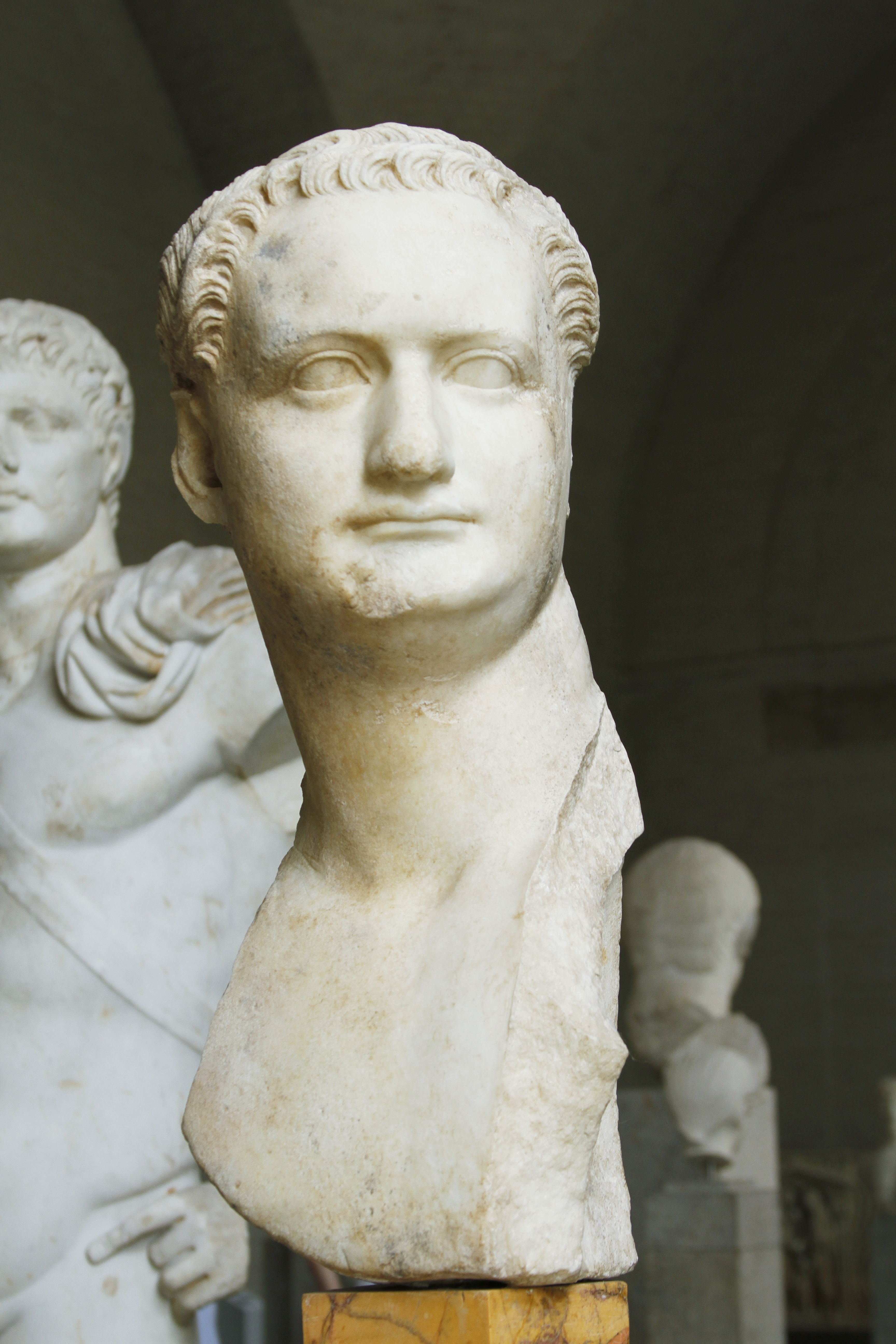
Domitien, Musées du Capitole, Rome.

À la suite du suicide de Néron le 9 juin 68, l’Empire romain plonge dans une année de guerre civile, année connue sous le nom d’« année des quatre empereurs » et qui voit l’arrivée au pouvoir et la chute des empereurs Galba, Othon et Vitellius. La crise s’achève par l’accession au pouvoir de Vespasien, qui rétablit la paix dans l’empire et fonde la dynastie flavienne.
En 71, Vespasien tente d’arranger un mariage entre son plus jeune fils Domitien et la fille de son fils ainé Titus, Julia Titi. À ce moment, toutefois, Domitien a déjà rencontré et est tombé amoureux de Domitia Longina et parvient à persuader Lamia de divorcer afin de pouvoir l’épouser. Malgré cette désinvolture, l’alliance est prestigieuse pour les deux familles. Le mariage réhabilite la famille de Corbulon et sert la propagande flavienne qui tend à atténuer le succès de Vespasien sous les empereurs julio-claudiens les moins appréciés. Au contraire, on insiste sur les liens avec Claude et Britannicus et les victimes de Néron sont réhabilitées. 
À cette époque, le rôle de Domitien dans le gouvernement est essentiellement protocolaire. Son frère ainé Titus a quasiment les mêmes pouvoirs que son père, Domitien avait les honneurs mais pas les responsabilités. 
En 80, le seul fils connu de Domitia et Domitien naît. On ne connait pas son nom mais il meurt en 83.
Lorsque Titus succède à son père comme empereur le 23 juin 79, Domitien ne se voit pas confier de responsabilités, ce qui amène les auteurs antiques et modernes à soupçonner une animosité mutuelle entre les deux frères. En 80, Titus accorde le consulat à l’ancien mari de Domitia, Aelius Lamia, ce qui peut être perçu comme une insulte envers Domitien. Titus pousse Lamia à se remarier. Lamia aurait alors demandé si « lui aussi cherche une épouse » .
Après seulement deux ans au pouvoir, Titus meurt inopinément de la peste le 13 septembre 81. On rapporte que ses dernières paroles sont : « Je n’ai fait qu’une erreur ». L’historien Suétone spécule sur la possible implication de Domitien dans la mort de son frère, se basant sur une rumeur populaire de l’époque qui soutient que Titus a une relation avec Domitia Longina. Toutefois il écarte l’histoire comme étant très improbable.

### Impératrice de Rome
Le 14 septembre, le Sénat romain confirme Domitien comme successeur de Titus, lui attribue la puissance tribunicienne, la charge de Pontifex maximus et les titres d’Auguste et de Pater patriae. En conséquence, Domitia Longina devient l’impératrice de Rome.
Peu après son accession au trône, Domitien accorde le titre honorifique d’Augusta à Domitia et dans le même temps, leur fils est déifié. Les deux apparaissent sur des pièces de Domitien de cette époque.

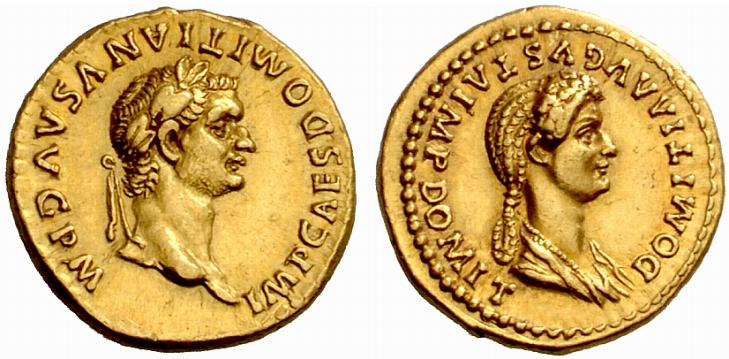
Aureus frappé en 83. Domitia y apparait au dos avec son titre honorifique d’Augusta.

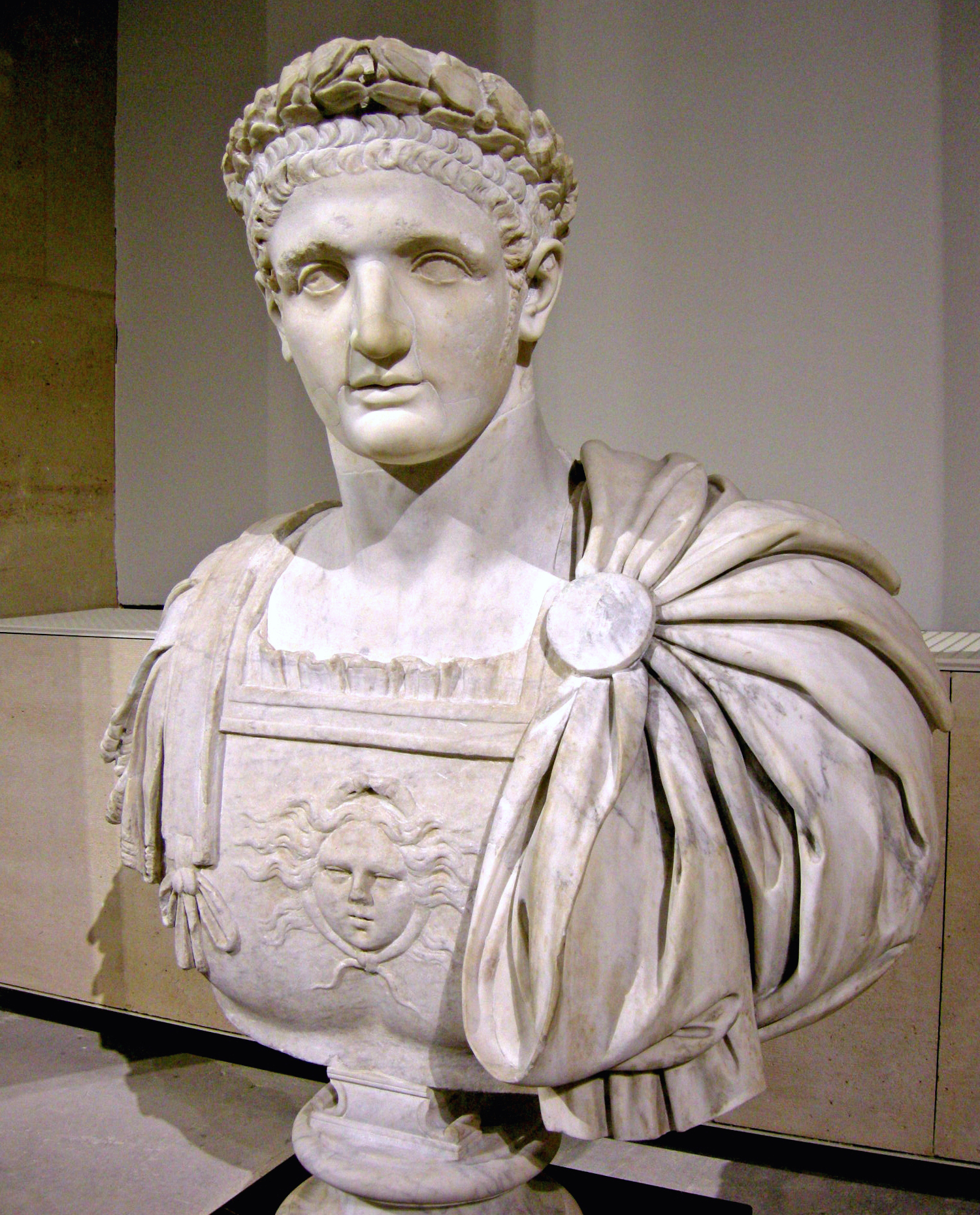
Buste de l'empereur Domitien (81 à 96).

Néanmoins leur mariage semble avoir fait face à une crise importante en 83. Pour des raisons inconnues, Domitien exile brièvement Domitia, peut-être parce qu'il n'éprouve plus de sentiments pour elle ou bien à cause des rumeurs qui lui prêtent une relation avec sa nièce Julia Flavia, mais finit par la rappeler auprès de lui. Selon Suétone, Domitia est exilée car elle aurait eu une relation avec un acteur célèbre appelé Paris. Quand Domitien s’en aperçoit, il assassine Paris dans la rue et divorce de sa femme. Suétone ajoute qu’une fois Domitia en exil, Domitien fait de Julia sa maîtresse. Cette dernière meurt plus tard en raison d’un avortement raté.
Les historiens modernes considèrent que tout cela est très improbable et se basent sur le fait que ces histoires sont propagées par des auteurs sénatoriaux qui condamnent Domitien comme tyran après sa mort. Des rumeurs désobligeantes, comme celles concernant l’infidélité supposée de Domitia sont répétées sans retenue et utilisées pour souligner l’hypocrisie d’un dirigeant qui prêche un retour à la morale augustéenne, mais en privé se livre à des excès et mène une cour corrompue. Domitien exile effectivement sa femme mais il le fait plus probablement à cause de son incapacité à lui donner un héritier.
Des rumeurs sur la mauvaise conduite de Domitia et de Paris circulent toutefois déjà à l’époque de Domitien et ce dernier ne prend pas les insultes envers son mariage à la légère. Peu de temps après son accession, Aelius Lamia est mis à mort en raison de plaisanteries faites durant le règne de Titus. En 93 un fils d’Helvidius Priscus est exécuté pour avoir composé une farce mettant en scène la séparation de Domitien et de sa femme. Les histoires sur les relations entre Domitien et Julia sont probablement une invention postérieure d'auteurs antiques. Julia meurt de mort naturelle et est déifiée par Domitien.
En 84, Domitia est de retour au palais où elle vit jusqu’à la fin du règne de Domitien sans incident.
On ne connait rien de précis des activités de Domitia en tant qu’impératrice ou dans quelle mesure elle influe sur le gouvernement de Domitien. Il semble toutefois que son rôle est limité aux apparitions cérémoniales. De Suétone, on apprend qu’elle accompagne l’empereur au moins au théâtre. Flavius Josephe nous parle des avantages reçus de sa part. Malgré la crise de 83, leur relation semble avoir été harmonieuse. Domitien ne prend jamais une autre épouse.

### Assassinat de Domitien
Le 18 septembre 96, Domitien est assassiné lors d’une conspiration de palais organisée par des officiels de la cour. Son corps est transporté dans une bière commune et incinéré sans cérémonie par sa nourrice Phyllis qui mélange ses cendres avec celles de sa nièce Julia au temple flavien. Le même jour, Nerva lui succède. Des sources anciennes impliquent Domitia dans la conspiration, soit effectivement soit par connaissance préalable. L’historien Dion Cassius, écrivant plus d’un siècle après les faits, relate que Domitia est tombée sur une liste de courtisans que Domitien compte faire mettre à mort et qu’elle a transmis l’information à son chambellan Parthenius. L’histoire est très probablement apocryphe surtout si l’on considère qu’Hérodien raconte la même histoire à propos de Commode.
Selon Jones, il semble évident que Domitia reste dévouée à Domitien même après sa mort. Vingt-cinq ans après son assassinat et malgré sa damnatio memoriae par le Sénat, elle se considère toujours comme « Domitia, épouse de Domitien ». Cet avis est partagé par Levick mais contesté par Varner.

### Fin de vie
Quelque part entre 126 et 146 un temple dédié à Domitia est construit à Gabii. Elle meurt paisiblement.